# 湖北经济学院

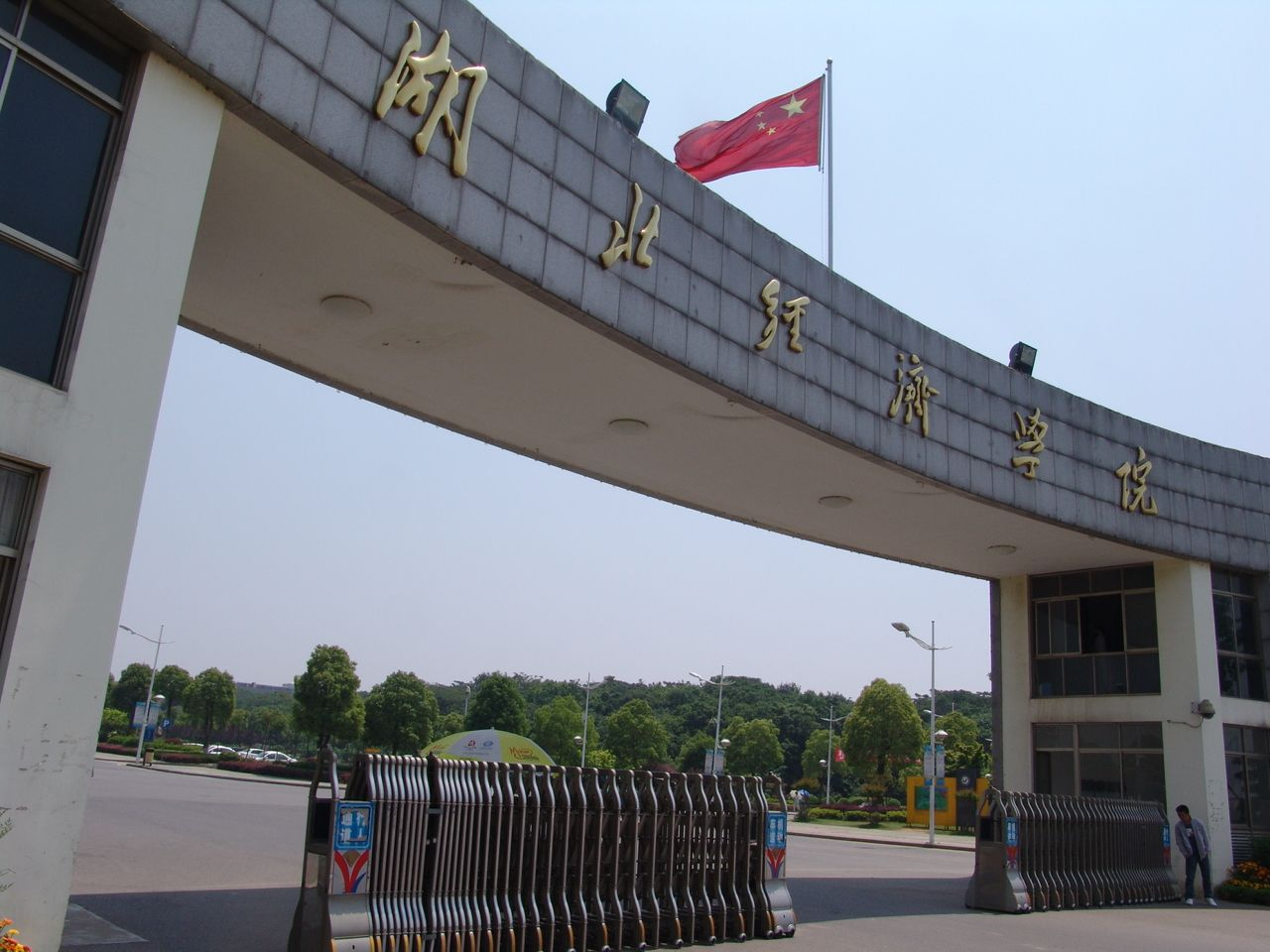
湖北经济学院北大门

湖北经济学院（Hubei University Of Economics），简称“经院”或“湖经”，是一所以经济学、管理学为特色的湖北省属普通本科院校。其历史可追溯于1907年创办的湖北商业中学堂。2002年，湖北商业高等专科学校、武汉金融高等专科学校及湖北省计划管理干部学院合并为湖北经济学院。

## 历史沿革
湖北经济学院由原湖北商业高等专科学校、武汉金融高等专科学校、湖北省计划管理干部学院于2002年5月13日合并组建而成。三校所在地分别为湖北经济学院洪山校区、武昌校区和东湖校区。2004年，学校征用武汉市江夏区藏龙岛科技园梁山头村郭家湾的部分土地建立藏龙岛校区，其后三个校区全部迁往藏龙岛校区。

### 湖北商业高等专科学校
1907年11月，经湖广总督张之洞奏请，湖北提学使黄绍箕“开办商业中学堂于武昌东厂口”，在武昌创立了湖北商业中学堂。据宣统二年湖北省学务公所统计资料记载，湖北商业中学堂“系由张之洞札设，于清光绪卅四年五月廿七日报部立案。有各种房舍五十六间，占地四万七千余方尺，其中操场近五千平方尺”。其后数次改名，1911年改名为湖北甲种商业学校；中华民国成立后，先后于1926、1938、1941、1946年改名为湖北省立二中“高商”、湖北联中“高商”分校、湖北省立第一高级商业职业学校、湖北省立武昌高级商业职业学校。中华人民共和国成立后，学校主要是为各地商业系统培养财会、统计、物价、企业管理、秘书、家用电器等人才。期间先后名为湖北省武昌贸易学校、湖北省武昌商业学校、湖北省武汉商业学校、湖北省商业学校。1987年，在湖北省商业学校基础上成立了湖北商业专科学校，由中专转变为高专。1993年更名为湖北商业高等专科学校。

### 武汉金融高等专科学校
武汉金融高等专科学校是一所为银行系统培养人才的学校。1948年11月，中州农民银行在河南郑州建立中州农民银行附属学校。1949年，中州农民银行附属学校随中州农民银行前往武汉，旋即更名为中国人民银行中南区行附属学校。1949年以后，学校先后划归中国人民银行湖北省分行、中国人民银行总行管理，直到2000年管理权才转移到湖北省。期间先后名为中国人民银行中南干部学校、湖北财政金融干部学校、湖北银行学校、武汉金融高等专科学校。

### 湖北省计划管理干部学院
湖北省计划管理干部学院由湖北省计划委员会于1984年设立，目的是为计划经济建设输出人才。湖北省计划管理干部学院于1986年开始招生，对干部进行学历教育。1993年开设本科教育。

## 学校概况
截至2024年9月，学校设置19个教学单位，开设本科专业63个。全日制普通本科在校生18660人；研究生1012人；专任教师1154人，其中教授155人、副教授423人。拥有会计、金融、法律等11个专业硕士学位点。其中有市场营销、金融学、会计学3个国家级特色专业。

## 校园环境

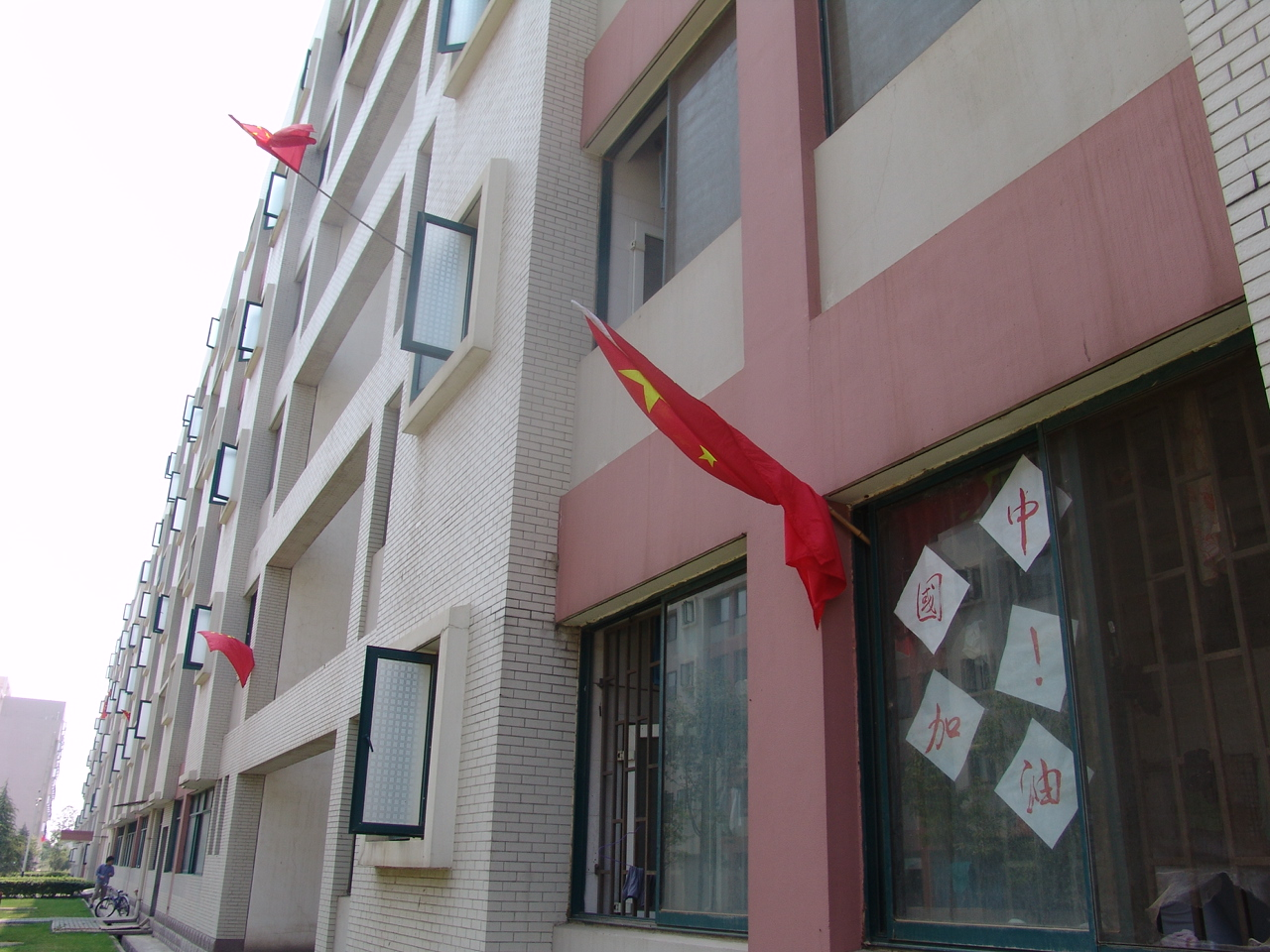
栎苑学生公寓

湖北经济学院洪山校区原在武汉大学旁，后出售教学区和学生生活区给武汉大学，老校区现在为武汉大学国际软件学院所在地。
湖北经济学院位于湖北省武汉·中国光谷南端的江夏区藏龙岛开发区杨桥湖大道8号，毗邻汤逊湖，占地2192亩。
学生生活区分为东区和西区两大部分。东区学生宿舍为栎苑和桔苑，西区为竹苑、梅苑和桂苑，另有新建宿舍枫苑。学生食堂取“一三五七九”之意分别为一粟堂、三清园、七品居和九华厅，另有五味轩餐厅。

## 组织机构

### 历任校长
- 许建国：2002年—2008年
- 吕忠梅：2008年-2015年
- 漆腊应：2015年-2016年
- （空缺）：2016年-2018年
- 董仕杰：2018年-2021年
- 方洁：2021-至今

### 学院和系
教学单位
| 经济与贸易学院（国际贸易学院） | 旅游与酒店管理学院               | 外国语学院                 |
| 工商管理学院                   | 信息管理与统计学院（大数据学院） | 低碳经济学院               |
| 金融学院                       | 法学院                           | 马克思主义学院             |
| 财政与公共管理学院             | 信息与通信工程学院               | 信息与通信工程学院（信合） |
| 艺术设计学院                   | 体育经济与管理学院               |                            |
| 会计学院                       | 新闻传播学院                     | 财经高等研究院             |

另设有国际教育学院、继续教育学院，以及独立学院——湖北经济学院法商学院。

## 教师
学校现有专任教师1154人，其中教授155人、副教授423人，具有博士学位教师占比55.03％，拥有国家级人才项目人选者13人，省级人才项目人选者77人。近年来，学校加强对台引才引智工作，已有全职台湾教师46名。

## 文化传统

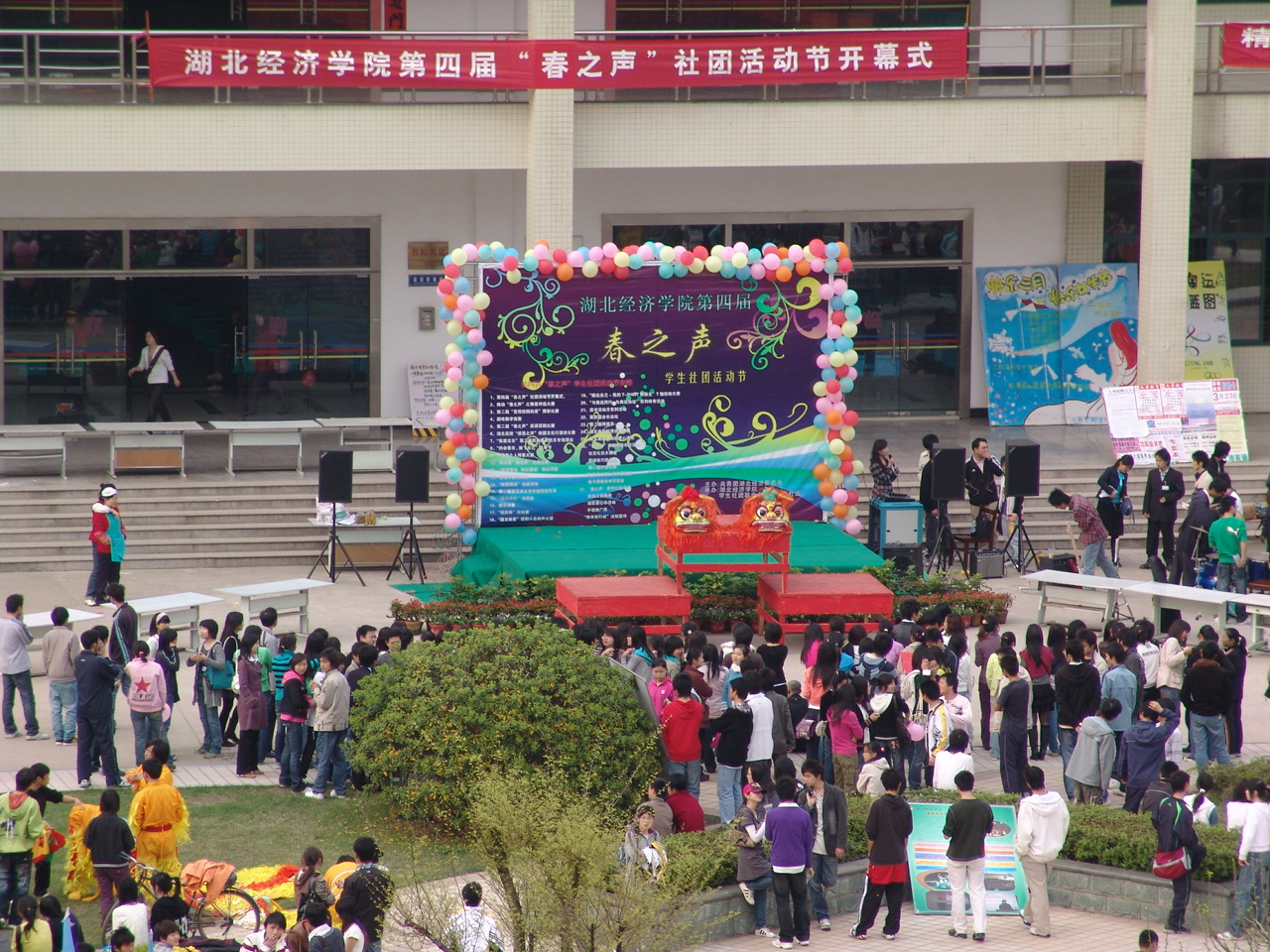
社团活动“春之声”开幕式

湖北经济学院经学生社团联合会注册的学生社团共有60个。学生社团经常开展比赛、征文、签名等活动，其中由社团联组织的大型学生社团活动有“春之声”和“秋之韵”。
学校每逢“五四”青年节还组织有五四万人大合唱。

## 知名人物
姚望 (演員)